# Брюссель (футбольний клуб)
«Брюссель» — колишній бельгійський футбольний клуб, що представляв район Брюсселя Моленбек-Сен-Жан, який виступав у Другому дивізіоні Бельгії, другому за силою дивізіоні країни. Заснований у 2003 році, шляхом злиття клубів «Моленбек» та «Стромбік». Домашні матчі проводив на стадіоні «Едмон Махтенс», що вміщає 11 000 глядачів. У вищому дивізіоні Брюссель провів чотири сезони з 2004 по 2008 роки, найкращий результат 10-те місце в сезоні 2005-06.

## Відомі гравці
- Ігор де Камарго
- Ерік Дефляндр
- Бертран Крассон
- Єбріма Сілла
- Венанс Зезе
- Боян Незірі
- Валерій Сорокін
- Володимир Воскобойников
- Аднан Янузай
- Міші Батшуаї

## Відомі тренери
- Робер Васеж
- Франкі ван дер Ельст